# Allopauropus dischides
Allopauropus dischides är en mångfotingart som beskrevs av Ulf Scheller 1997. Allopauropus dischides ingår i släktet småfåfotingar, och familjen fåfotingar. Inga underarter finns listade i Catalogue of Life.